# Achkhoy-Martan

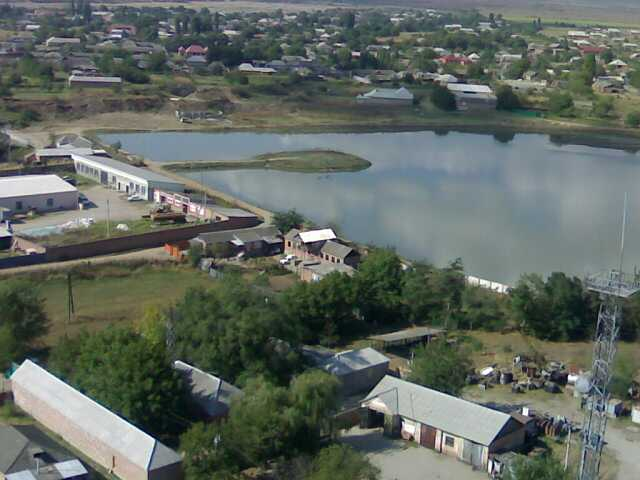
Vista de Achkhoy-Martan

Achkhoy-Martan (em russo:  Ачхо́й-Марта́н; em checheno:  Тӏаьхьа-Марта) é uma localidade rural (um selo), e o centro administrativo do distrito Achkhoy-Martanovsky da Chechênia, Rússia. População: 20.172 (Censo de 2010); 16.742 (Censo de 2002); 14.680 (Censo de 1989).